# Xenostega treptostiches
Xenostega treptostiches is een vlinder uit de familie spanners (Geometridae). De wetenschappelijke naam van deze soort is voor het eerst geldig gepubliceerd in 1934 door Prout.
De soort komt voor in tropisch Afrika.